# Paysage avec Rebecca prenant congé de son père
Paysage avec Rebecca prenant congé de son père est une peinture à l'huile réalisée vers 1640 par l'artiste français Claude Gellée, dit « le Lorrain ». Il fait partie des collections du Musée national de Stockholm depuis 1974.

## Description
Le tableau montre une scène du livre de la Genèse où Rébecca dit au revoir à son père en Mésopotamie avant son départ pour Canaan et son mariage avec Isaac. Les nuages lumineux et la brume chaude en arrière-plan sont flanqués d’arbres luxuriants. Le premier plan avec ses personnages discrets se trouve dans l'ombre et le regard est attiré par le paysage de plaine ensoleillé en arrière-plan.
Le Français Claude Lorrain a vécu à Rome la majeure partie de sa vie. Dans les environs de la ville, dans la  campagne romaine, il a trouvé des motifs pour ses paysages pastoraux idéaux. Claude était avant tout un peintre paysagiste et les petites figures bibliques ou mythologiques jouaient généralement un rôle secondaire dans ses compositions. Sa peinture aura une énorme influence sur la peinture paysagère européenne. Ses paysages paisibles ont continué d’inspirer les artistes jusqu’au XIXe siècle.
Le tableau a été inclus dans l'exposition Arcadie – un paradis perdu - présentée au Musée national en 2020.
Un tableau similaire de Claude est Paysage avec les noces d'Isaac et Rebecca (1648), exposé à la National Gallery de Londres où il forme un  pendant avec L'Embarquement de la reine de Saba.